# Ridge Forrester
Ridge Forrester – fikcyjna postać z opery mydlanej Moda na sukces. W rolę Ridge’a wciela się Thorsten Kaye.
Poprzednio grał go Ronn Moss. Tymczasowo, zastępował go Lane Davies w 1992 roku.

## Charakterystyka[1]

### Caroline, Brooke i Taylor (1987–1993)
Ridge jest synem Erica Forrestera i Stephanie Forrester. Ma troje rodzeństwa: Thorne’a, Kristen i Felicię. Jest bardzo zdolnym projektantem. Chociaż ma sławę playboya, związał się i zaręczył z Caroline Spencer. Zdradził ją jednak na kilka dni przed ślubem. Ceremonia się nie odbyła, a Ridge próbował odzyskać względy Caroline. Postanowił też zeswatać jej przyjaciółkę, Brooke Logan, ze swoim młodszym bratem. Brooke i Thorne knuli intrygi, wskutek których Thorne został mężem Caroline. Wtedy Brooke związała się z Ridge’em. Pewnej nocy, Ridge wśliznął się do ich łóżka. Caroline, będąc pod wpływem alkoholu, bierze go za Thorne’a i spędza z nim noc. Gdy młodszy Forrester, dowiaduje się o zdradzie, strzela do Ridge’a, działając pod wpływem alkoholu i środków przeciwbólowych. Thorne zapomniał o tym zdarzeniu, lecz wkrótce za sprawą Deveny Dixon (podającej się za córkę Forresterów), Forrester dowiedział się o tym. Dixon namówiła go do ponownego zamachu na życie brata. Upiła go. Thorne zjawił się z bronią i groził Ridge’owi. W porę zjawiła się Stephanie i zapobiegła tragedii. Bracia wybaczyli sobie wszystko. Brooke, która zaszła z Ridge’em w ciążę, traci dziecko. Para rozstaje się. Ridge wiąże się z Caroline i w 1990 roku stają na ślubnym kobiercu. Małżeńska sielanka nie trwa długo. Kilka miesięcy po ich ślubie, Caroline dowiaduje się, że jest śmiertelnie chora na białaczkę. Aby przygotować męża na ich bolesne rozstanie, żona Ridge rozmawia z psychiatrą, dr Taylor Hayes. Caroline chce, by Ridge związał się z Brooke, która w tym czasie, została żoną ojca Ridge’a i urodziła ich dziecko. Caroline umiera, a Ridge postanawia związać się z Taylor. W tym samym roku, pojawia się były mąż Taylor, Blake Hayes. Próbuje odzyskać swoją żonę. Sprowadza do L.A. siostrę bliźniaczkę Caroline, Karen. Kobieta ma podawać się za zmarłą siostrę. Między Karen a Ridge’em dochodzi do kilku pocałunków, ale prawda wychodzi na jaw. W 1992 roku, Brooke odkrywa formułę „BeLieF”. Uwodzi Ridge’a i oboje kochają się ze sobą. Eric wybacza im tę zdradę, jednak on i Brooke decydują się na separację. Ridge jedzie za Taylor na St Thomas i tam oświadcza się jej. Brooke liczy na powrót do Ridge’a, ale on chce poślubić Taylor. Wyznaje Felicii, że kocha Taylor, a nie Loganównę. Ridge i Taylor stają na ślubnym kobiercu, choć Brooke bezskutecznie próbuje zakłócić ceremonię. Gdy Brooke zachodzi w ciążę, nie wiadomo kto jest ojcem jej dziecka. Zdecydowano się na test DNA. W 1992, Brooke i Ridge wyjechali do Paryża. Chociaż Brooke mówi, że nie interesuje się już Ridge’em, wyznaje mu miłość i prosi o powrót do niej, ze względu na dziecko. Ridge wraca do Los Angeles i daje Taylor naszyjnik. Powinien wrócić do Paryża, ale decyduje, że zostanie. Brooke wraca do Stanów. W grudniu 1992 roku, Brooke jedzie do Big Bear, gdyż Stephanie wyrzuca ją z przyjęcia Bożonarodzeniowego. Ridge jedzie za nią. Na miejscu ratuje Brooke, na którą spadł stos drewna, gdy chciała rozpalić w kominku. Chce zabrać ją do Los Angeles. Brooke zgadza się, ale odchodzą jej wody płodowe. Ponieważ autostrady są nieprzejezdne, karetka nie dojedzie. Ridge musi odebrać poród. Dzwoni do Taylor, która udziela mu ważnych wskazówek. Brooke rodzi dziewczynkę, a wynajęty przez Erica helikopter, zabiera ich do szpitala. Brooke ma nadzieję, że ojcem małej jest Ridge i że wrócą do siebie. Test DNA ma nadzorować dr Tracy Peters. Sheila Carter, by nie dopuścić do ponownego zejścia się Erica i Brooke, zamieniła probówki z DNA, tak, aby wszyscy myśleli, że to Ridge jest ojcem małej. Mimo to, Ridge nie chciał związać się z Brooke.

### Między Brooke a Taylor (1994–1995)
Ridge jest zazdrosny o żonę, gdy ta współpracuje z dr Jamesem Warwickiem. Dzieje się to w 1993 roku. Wkrótce, Ridge i Brooke mają wyruszyć w podróż służbową do Paryża. Widząc niepokój żony, Forrester proponuje, by pojechała razem z nimi, ale nie chce ona zostawiać pacjentów. Niespodziewanie Thorne po stracie Macy, postanowił odciąć się o świata i zająć miejsce brata, za co Ridge był mu wdzięczny. W 1994 roku, Forrester dowiaduje się, że James i Taylor zostali uwięzieni w domku w górach, gdzie miało miejsce trzęsienie ziemi. Bez wahania rusza żonie na ratunek. W rozmowie ze Stephanie, Ridge mówi jak bardzo kocha żonę. Taylor i Jamesa udaje się uratować. W tym samym roku, Taylor ginie w katastrofie lotniczej. Zrozpaczony Ridge nie chce w to uwierzyć, ale kiedy musi zidentyfikować część garderoby żony, ma pewność, że Taylor nie żyje. Forrester nie może w to uwierzyć - umarła mu już druga żona. Załamany, postanawia odwiedzić Bridget. Składa jej obietnicę, że już nigdy jej nie opuści. Thorne i Eric namawiają Ridge’a, żeby ponownie zainteresował się Brooke, zanim będzie za późno. Forrester jednak cieszy się z jej związku z Jamesem. Gdy dowiaduje się, że dzieci Brooke nie chcą, żeby James był ich ojczymem, próbuje porozmawiać o tym z Logan, ale kończy się to awanturą. Ridge nie rezygnuje, chce uczestniczyć w wychowywaniu dzieci. Gdy Bridget zostaje postrzelona na placu zabaw, Ridge towarzyszy Brooke i Jamesowi w szpitalu. Dziewczynka wychodzi z tego cało. Ridge nakłania Jamesa, żeby nie żenił się jeszcze z Brooke. Uważa, że dzieci powinny go lepiej poznać. Nie zmienia jednak ich decyzji - Brooke i James zostawiają u Forrestera dzieci i wyjeżdżają do Santa Barbara, by się pobrać. Za namową swojej przyjaciółki Rhondy, Ridge postanawia odnaleźć Brooke i nie dopuścić do ślubu. Między mężczyznami dochodzi do bójki. Ostatecznie, Brooke oświadcza zdruzgotanemu narzeczonemu, że za niego nie wyjdzie. Nie rozstają się jednak. Ridge dwukrotnie oświadcza się Brooke, ale niezdecydowana kobieta, odrzuca jego propozycję. Przysyła więc Logan bukiet róż i ponownie oświadcza się, zastrzegając, że robi to po raz ostatni. Brooke jednak odrzuca propozycję małżeństwa. Uświadamia sobie, ze popełniła błąd. Porzuca Jamesa i wiąże się z Ridge’em, o czym informują dzieci. Kiedy Ridge widzi kobietę podobną do Taylor, przez moment ma nadzieję, że jego żona żyje. Niedługo potem, Ridge i Brooke zawierają swój pierwszy ślub. Podczas wesela, James godzi się z młodą parą. Podczas podróży poślubnej, Ridge i Brooke podstępem zostają zmuszeni do zatrzymania się w pałacu księcia Omara Rashida. Mężczyzna przetrzymuje w swoim pałacu Taylor, która przeżyła katastrofę, a w której on sam się zakochał. Zaprosił ich do pałacu, aby pokazać ukochanej, że Ridge i Brooke tworzą szczęśliwą parę. W chwili szczerości, Ridge zwierza się żonie, że czasami myśli o Taylor. Brooke stara się go zrozumieć. Równocześnie prosi Jamesa, żeby porozmawiał o tym z jej mężem. Ridge ma wrażenie, że Taylor żyje i próbuje się z nim skontaktować. Zwierza się ze swych przeczuć Brooke. Kiedy razem spędzają noc w domku gościnnym, Forrester wspomina byłą żonę. Zwierza się też Erykowi, że nigdy nie zapomniał o Taylor. Brooke jest zła na Ridge’a za to, że postawił na biurku zdjęcie Taylor. W 1995 roku, kiedy Brooke i Ridge całują się w laboratorium, Brooke nieświadomie przesuwa pokrętło mikrofalówki. Skutki są katastrofalne. W Domu Mody Forrester dochodzi do wybuchu. Ridge zostaje ciężko ranny. Jego stan jest ciężki, a lekarze stwierdzają poważne poparzenia. Brooke bierze na siebie całą winę za wypadek męża. Gdy opatrunki zostają zdjęte, Ridge z przerażeniem stwierdza, że stracił wzrok. Odwiedza go Taylor. Jej głos wydaje mu się znajomy. Brooke szuka kogoś do opieki nad Ridge’em. Kiedy zgłasza się Taylor, która ma na sobie przebranie, bez wahania powierza jej to zadanie. Ridge zaczyna stopniowo odzyskiwać wzrok. Żona Omara ujawnia Brooke swoją prawdziwą tożsamość. Tymczasem Ridge wraca ze szpitala. Mówi Brooke, że jest z nią bardzo szczęśliwy. Podbudowana tym wyznaniem Brooke, postanawia nie dopuścić Taylor do swojego męża. Niestety, Ridge chce, żeby Brooke zatrudniła w domu wolontariuszkę ze szpitala. Taylor postanawia wyjechać do Omara, ale rozmyśla się w ostatniej chwili. Forrester doznaje prawdziwego szoku, gdy w drzwiach jego domu widzi zmarłą żonę. Taylor wyznaje Ridge’owi, że nadal go kocha i chce go odzyskać. Zaskoczony Ridge odpowiada jej, że musi to przemyśleć. Dochodzi też do konfrontacji pomiędzy Omarem a Ridge’em. Książę przyznaje, że Laila i Taylor to ta sama osoba. Jednak jest jeszcze w większym szoku, gdy dowiaduje się, że Stephanie i Brooke wiedziały o Taylor. Największy żal ma do żony. Zdumiony mężczyzna, dowiaduje się też, że Omar jest mężem Taylor. Ma do niej o to żal. Ridge dowiaduje się, że Taylor uczy dzieci Brooke pływać. Uświadamia sobie nagle, że jego matka pragnęłaby, by wrócił do byłej żony. Tymczasem Brooke oświadcza Ridge’owi, że nie pozwoli Taylor rozbić ich małżeństwa. Sprawa trafia do sądu. Małżeństwa Brooke i Ridge’a oraz Taylor i Omara zostają unieważnione. W świetle prawa, Taylor i Ridge wciąż są małżeństwem, bo Hayes wciąż żyje. Brooke prosi Ridge’a, żeby wyjechał na kilka dni. Radzi, by zastanowił się nad sytuacją, w jakiej oboje się znaleźli. Ridge jedzie do Big Bear. Stephanie postanawia go tam odwiedzić i wesprzeć dobrym słowem. Próbuje pomóc Ridge’owi w podjęciu trudnej decyzji. Mężczyzna musi wreszcie dokonać wyboru między dwoma kochającymi go kobietami. Wkrótce, Ridge oznajmia Taylor podjętą przez siebie decyzję - zostaje z Brooke. Wkrótce, Hayes ma otrzymać dokumenty rozwodowe. Brooke i Ridge postanawiają się pobrać za pół roku. Oboje, z przerażeniem dowiadują się, że mały Eryk, pobił się z synem Sally - CJ-em. Chcą znać powód. Okazuje się, że wszystkie dzieci w szkole śmieją się z niego. Powodem jest Ridge, który jest dla niego jednocześnie przyrodnim bratem i ojczymem. Chłopiec nie akceptuje go w tej roli. Chce zamieszkać ze swoim prawdziwym ojcem. Pewnego ranka, Brooke budzi się rano i przekonuje się, że Ridge nie wrócił na noc do domu. Dowiaduje się, że jej mąż zasnął w fotelu w sypialni swej byłej żony. Brooke jest wściekła, że rywalka do tego dopuściła. Taylor uważa, że mały Eryk nie pogodził się z rozwodem rodziców. Nie może się pogodzić z jej kolejnym małżeństwem. Ku zaskoczeniu Brooke, Ridge jest podobnego zdania. Grozi Brooke, że jeśli nie przyjmie pomocy od Taylor, on wyprowadzi się z domu. Brooke jest zdruzgotana.

### Zdrada Brooke (1995–1997)
Ridge wręcza Taylor zaproszenie na ślub, jednocześnie prosząc ją o podpisanie dokumentów rozwodowych. Częste kłótnie Logan i Forrestera próbuje wykorzystać Lauren Fenomre, która jest zauroczona Ridge’em. Pomimo próśb Forrestera, Brooke nadal spotykała się z Sheilą, co zirytowało Ridge’a. Oświadczył narzeczonej, że stracił do niej zaufanie. Niedługo potem, Rick i Ridge spędzają razem dzień. Rick jest zachwycony. Ostatecznie zgadza się zostać drużbą Ridge’a. W 1996 roku, Forrester znajduje tajemniczy list adresowany do Brooke. Doktor Peters zgadza się w nim przyjąć od Brooke 1 mln dolarów w zamian za sfałszowanie wyników badań na ustalenie ojcostwa Bridget. Ridge domaga się od Brooke wyjaśnień. Brooke jest zaskoczona i załamana. Twierdzi, że niczego nie wie o liście. Nigdy nie zapłaciła doktor Peters miliona dolarów. Narzeczony jej nie wierzy. Brooke prosi go, żeby pojechał z nią do lekarki. Chce zobaczyć jej podpis. Okazuje się, że wzór podpisu doktor Peters jest identyczny z podpisem pod listem do Brooke. Kobieta nie może w to uwierzyć. Ridge zaczyna podejrzewać Sheilę. Jak się okazuje, za wszystkim stoi Mike, który chciał się zemścić na byłej szefowej. Nigdy jednak nikt się o tym nie dowiedział. Mike wyznał prawdę tylko Sheili, która zmusiła go do wyjazdu. Ślub zostaje przełożony. Eric chce powtórzenia testu. Wyniki są jednoznaczne - Eric jest ojcem Bridget, a nie Ridge, jak dotąd sądzono. Brooke dostaje ataku histerii. Oskarża Stephanie o to, że przekupiła lekarza. Ridge jednak wierzy, że wynik badania jest prawdziwy. Brooke czuje się oszukana. Ridge domaga się od niej wyjaśnień. Mówi kobiecie, że na jakiś czas powinni się rozstać. Załamana Brooke, wyjeżdża z matką do Paryża. Ridge czuje się zraniony, kiedy widzi Bridget w towarzystwie swojego prawdziwego ojca. Eric jednak zapewnia syna, że może widywać się z dziećmi. Wszyscy dziwią się, dlaczego Brooke nie daje znaku życia. Beth informuje Ridge’a, że jej córka wyjechała dwa dni wcześniej do Los Angeles. Ridge postanawia odszukać narzeczoną. Okazuje się, że Brooke przeżyła załamanie nerwowe i straciła pamięć. Przebywa na wyspie, Barbados. Forrester postanawia ją odszukać. Mimo początkowego niepowodzenia, Ridge odnajduje Brooke, która odzyskała pamięć, i zabiera ją do domu. Taylor informuje Ridge’a, że wyjeżdża z Los Angeles, żeby o nim zapomnieć. Forrester prosi ją, żeby nie wyjeżdżała. Następnie, oświadcza się Brooke. Ona mówi mu, że nie może za niego wyjść, dopóki nie uporządkuje swoich spraw i nie rozwiąże wszystkich problemów. Wspólnie mówią Bridget, kto jest jej ojcem. Ridge prosi Brooke, żeby zgodziła się na natychmiastowy ślub. Ona jednak wolałaby dać Bridget więcej czasu na oswojenie się z całą sytuacją. Prosi, by jeszcze poczekali. Ridge nie potrafi się z tym pogodzić. Wyjeżdża w podróż służbową do Paryża. W samolocie spotyka Taylor. Gdy Brooke się o tym dowiaduje, jest pewna, że Ridge ją zdradził. Tymczasem Forrester, w tajemnicy planuje oświadczyny. Proponuje też Taylor powrót na dawne miejsce pracy, ale Brooke protestuje. Ridge i Brooke przysięgają sobie miłość i planują jak najszybciej się pobrać. Forrester informuje Granta, że jego kolekcja zostanie wyłączona z głównego pokazu. Chambers chce wyjechać, ale Brooke powstrzymuje go namiętnym pocałunkiem, który widzi zrozpaczony Ridge. Podczas pokazu oświadcza się Taylor. Wyrzuca też Granta z pracy. Katie prosi Ridge’a, żeby dał Brooke szansę. On jednak odmawia. Wybaczył jej, ale nadal zamierza ożenić się z Taylor. Jest zaskoczony, że Brooke oświadczyła się Grantowi, ale nie zmienia zdania. Ridge postanawia wysłać Granta na konferencję do Mediolanu. Brooke nie zgadza się z jego decyzją i zamierza sama tam pojechać. Wyznacza Granta na zastępcę. Forresterowie są tym oburzeni. Prosi też Ridge’a, żeby się nie żenił z Taylor, ale on stanowczo odmawia. Ridge proponuje Grantowi długoletni kontrakt. W zamian ma on zrezygnować z małżeństwa z Brooke. Ten odmawia. Ridge uważa, że Grant nie jest dla niej odpowiednim mężczyzną. Thorne usiłuje namówić go do powstrzymania ceremonii. Obaj wychodzą z domu i jadą na przystań, gdzie Brooke ma poślubić Granta. Forrester przybywa za późno - Brooke i Grant zostają małżeństwem. Taylor przekłada ślub. Uważa, że Forrester nie jest jeszcze gotów na to małżeństwo. Ridge jest wściekły na Thorne’a za to, że powiedział Taylor o wszystkim. Thorne uważa, że kobieta ma prawo znać prawdę. Między braćmi dochodzi do bójki. Ridge jest wściekły, gdy dowiaduje się, że Thorne pocieszał Taylor. Zabrania mu spotykać się z Taylor. Padają groźby. Bracia rozstają się w gniewie. Ridge prosi Taylor, żeby za niego wyszła. Taylor nie zgadza się. Namawia go, żeby najpierw pogodził się z bratem. Chociaż Ridge jest umówiony z Taylor, przekłada randkę i rozmawia z Brooke o interesach. Hayes upija się i omal nie ginie w pożarze. Ratuje ją Thorne. W szpitalu, Taylor nie chce widzieć narzeczonego. Ridge jest załamany. Wkrótce, ktoś strzela do męża Brooke. Grant oskarża Ridge’a. Wszyscy są oszołomieni. Po wyjściu ze szpitala, Chambers czeka na Ridge’a. Wyjaśnia mu, że to Rick do niego strzelał. To zmienia postać rzeczy - Ridge bierze winę na siebie. O wszystkim dowiadują się tylko Taylor, James, Brooke i Stephanie. Rick zapomina o całym zdarzeniu. Taylor spędza jednak czas z Thorne’em na Hawajach. Ridge prosi Jonathana, aby przefaksował Taylor list miłosny, który Forrester zamierza napisać. List przechwytuje Thorne. Dochodzi do konfrontacji pomiędzy braćmi. Tymczasem Ridge mówi ukochanej, że pragnie się z nią ożenić i mieć dzieci. Gdy Ridge dowiaduje się, że ślub Brooke i Granta jest nieważny, namawia kobietę, by zawarła legalny związek z Grantem.

### Dziecko i ślub z Taylor (1997–1999)
Brooke postanawia zdobyć Ridge’a. Wykorzystuje do tego swoje ciało. Uwodzi Ridge’a i proponuje mu seks. Forrester stanowczo odmawia, gdyż jest wierny Taylor. W wyniku pomyłki, Ridge myśli, że Taylor postanowiła zostać z Thorne’em. Forrester upija się i jedzie do Brooke. Ta wykorzystuje sytuację i zaprowadza go do łóżka. Widzi ich zrozpaczona Taylor. Thorne nakłania ją więc, by okłamała Ridge’a i powiedziała mu, że to on jest ojcem jej dziecka. Brooke postanawia kolejny raz uwieść Ridge’a, ale on ją odpycha, twierdząc, że nie jest gotów na kolejny związek. Kiedy Forresterowie wyjeżdżają na pokaz do Włoch, Brooke bezskutecznie uwodzi Ridge’a na pokładzie samolotu. Na miejscu, Brooke odkrywa, że to Ridge jest ojcem dziecka Taylor. Jest załamana. Mówi Thorne’owi, że jego brat powinien o tym wiedzieć. Lecz kiedy Ridge oświadcza się Brooke, ta milczy jak grób. Nie mówi nic o dziecku i przyjmuje oświadczyny. Prosi narzeczonego o przełożenie ślubu, ze względu na nieobecność Eryka, który zaginął w katastrofie samolotu. Ridge i Stephanie ruszają na Grenlandię i po długich poszukiwaniach odnajdują Erica i Lauren. Po powrocie, Taylor rozmawia z Ridge’em. Pyta go, czy ożeniłby się z nią, gdyby była z nim w ciąży. Ich rozmowę przerywa nagłe pojawienie się Thorne’a i Brooke. Logan oświadcza, że jest w ciąży. Aby zmylić rywalkę, podaje Taylor fałszywą godzinę ślubu. Wściekła Hayes rusza do kościoła, by przerwać ślub. Niestety, po drodze zaczyna rodzić. Poród odbiera Thorne, a Ridge i Brooke zostają małżeństwem. Logan namawia męża na szybki wyjazd w podróż poślubną. Logan oświadcza również, że straciła dziecko. Thorne wyjawia Macy tajemnicę Taylor. Ta natychmiast dzieli się wiadomością z Sally. Tymczasem Ridge nie może darować Taylor tego, że tak długo ukrywała przed nim prawdę. Ma również żal do Thorne’a, że udawał ojca dziecka. Taylor jest załamana reakcją Ridge’a. Ten jest jednak równocześnie zachwycony perspektywą ojcostwa. Jest też zły na Brooke, która zamiast powiedzieć mu prawdę, przyjęła jego oświadczyny. Do konfrontacji między wszystkimi dochodzi w Big Bear. Ridge i Taylor uświadamiają sobie, że byli ofiarami intryg i kłamstw Brooke i Thorne’a. Oskarża również Brooke o udawanie ciąży. Logan nie zgadza się na unieważnienie małżeństwa. Namawia Ridge’a, by do niej wrócił i uwodzi go. Niestety, mężczyzna odpycha ją, czym załamuje kobietę. Dziecko Taylor i Ridge’a dostaje na imię „Thomas”, na cześć wyspy „St Thomas”, gdzie rozkwitała wielka miłość Taylor i Ridge’a. Tymczasem Brooke i Taylor szykują się kolację dla Ridge’a. Chcą wiedzieć, którą wybierze. Forrester przychodzi do Loganówny. Szybko studzi jej ekscytację i oświadcza, że przyniósł jej dokumenty rozwodowe. Brooke mówi Katie, że będzie walczyć o Ridge’a. Nie chce podpisać dokumentów unieważniających małżeństwo. Prosi męża, żeby kochał się z nią ostatni raz. Spotyka się jednak ze decydowaną odmową. Brooke próbuje uwieść Ridge’a, ten jednak skutecznie się broni. Brooke prosi Ridge’a, żeby nie wyprowadzał się z domu ze względu na Bridget. Mężczyzna jednak odmawia. Mówi Bridget, że się wyprowadza. Dziewczynka oskarża Brooke, że jest złą matką i uderza ją w twarz. Gdy dziewczynka ucieka z domu, Brooke prosi Ridge’a o pomoc. Po powrocie, Bridget błaga Ridge’a, żeby nie zostawiał Brooke. Mężczyzna jest załamany, ale nieugięty. Taylor mówi Ridge’owi, że chce z nim wziąć ślub już nazajutrz. Mężczyzna zgadza się i wręcza jej pierścionek zaręczynowy. Ridge zauważa Brooke na swoim ślubie, ale w niczym mu to nie przeszkadza. Ridge i Taylor zostają małżeństwem. W 1998 roku, Taylor rozpoczyna pracę z Pierce’em Petersonem. Ridge jest o niego zazdrosny, zwłaszcza, że mężczyzna zakochał się w swojej koleżance z pracy. Między mężczyznami doszło do bójki, ale w końcu pogodzili się, a Ridge kupił od Petersona dom. W 1999 roku, Taylor mówi Ridge’owi, że chce mieć jeszcze jedno dziecko. Mężczyzna uważa jednak, że to nie jest najlepszy moment. Wydaje mu się, że Taylor obawia się Brooke i stąd jej nagła decyzja. Brooke umawia się z Victorem Newmanem (Żar młodości). Po raz kolejny próbuje wzbudzić zazdrość w Forresterze. Tym razem jednak udaje jej się. Podchodzi do ich stolika i przerywa romantyczny wieczór. Później przeprasza żonę za zachowanie i mówi jej, że bardzo chce mieć drugie dziecko. Brooke widzi jak Ridge i Taylor kochają się. Forrester wychodzi przed dom i widzi zapłakaną kobietę. Logan nadal jest przekonana, że on ją kocha. Ridge jednak próbuje jej wytłumaczyć, że jego miejsce jest przy Taylor. Prosi Brooke, żeby więcej do niego nie przychodziła, bo on ma już żonę. Mówi jej, że on i Taylor starają się o drugie dziecko. Ich starania kończą się sukcesem - Taylor wkrótce zachodzi w ciążę. Ridge proponuje żonie, żeby wróciła do pracy w domu mody „Forrester”. Ona jednak oświadcza, że nie chce już pracować. Chce się zająć domem i wychowywaniem dzieci. Oboje pragną poznać płeć dziecka. Ze zdumieniem dowiadują się, że będą mieli bliźniaczki. Ridge jest wzruszony, a Taylor nie posiada się z radości. Ich szczęście nie trwa długo. Taylor, pomagając bezdomnemu mężczyźnie, zaraziła się od niego gruźlicą. Istnieje ryzyko, że jeśli urodzi dzieci, sama może umrzeć. Taylor odmawia jednak przyjmowania leków ze względu na bezpieczeństwo dzieci. Ridge czuwa przy żonie. Aby ożywić wspomnienia, przynosi jej muszelkę i piasek. Poród bliźniaczek przebiega dramatycznie. Taylor wije się z bólu, ale rodzi zdrowie dzieci. Sama jednak umiera. Ridge prosi wszystkich o modlitwę. Taylor wraca do życia, ku zdumieniu lekarzy. Ridge nie posiada się z radości. Ich córeczki zostają nazwane Phoebe i Steffy (na cześć Stephanie). Ridge i reszta rodziny Forresterów, są oburzeni i przeciwni związkowi Thorne’a i Brooke.

### Intryga Morgan i śmierć Taylor (2000–2004)
W 2000 roku, Forresterowie planują wyjechać do Wenecji. Brooke wybiera się tam razem z Thorne’em. Oboje podróżują gondolą. W końcu, Thorne oświadcza się Brooke i zostaje zaakceptowany. Forresterowie knują jednak intrygę, chcąc rozdzielić Loganównę z Forresterem. Ich plan powodzi się - Ridge uwodzi Brooke, a ona mu ulega. Świadkiem tej sceny jest Thorne. Zrozpaczony, wybiega z hotelu. Później, bierze ślub z Macy, ku uciesze Forresterów i ku rozpaczy Brooke. W 2000 roku, w Los Angeles pojawia się Morgan DeWitt - miłość Ridge’a z dawnych czasów. Kobieta skrywa bolesny sekret. Okazuje się, że była w ciąży z Ridge’em, ale Stephanie zmusiła ją do aborcji. Ridge jest oszołomiony, gdy się o tym dowiaduje. Tymczasem Morgan pragnie mieć dziecko z Forresterem. Gdy Taylor wyjeżdża do chorego ojca, kobieta widzi w tym szansę dla siebie - w wyniku kłamstw i intryg, Ridge sądzi, że Taylor chce, aby to on został ojcem dziecka DeWitt. Prawda jednak wychodzi na jaw. Forrester jest zrozpaczony - mimo że nieumyślnie, ale zdradził żonę. O swoim cierpieniu mówi matce. Rozwścieczona Stephanie knuje intrygi, by dziecko się nie urodziło. Ridge postanawia wyznać żonie prawdę. Kobieta jest zrozpaczona. Policzkuje Morgan. Między kobietami dochodzi do szarpaniny. DeWitt wypada przez balkonik i traci dziecko. Za namową Stephanie, wyjeżdża. Natomiast Ridge zabiera Taylor i dzieci na St Thomas - na wyspę, gdzie rozpoczęła się ich wielka miłość, aby tam odnowić przysięgę małżeńską. Morgan powraca jednak do miasta, żądna zemsty. Porywa Steffy z podróży Taylor i Ridge’a. Forresterowie uznają ją za zmarłą. Hayes postanawia wyjechać z miasta. Przedtem jednak konfrontuje się z Morgan i odkrywa, że Steffy żyje. Chce powiadomić o tym męża, ale DeWitt uniemożliwia jej to - od tej pory Morgan więzi Taylor i Steffy. Ridge jednak kojarzy fakty i ratuje żonę i córkę, wjeżdżając samochodem w dom Morgan. W tym samym roku, Brooke rozwodzi się z Thorne’em, gdyż uświadamia sobie, że jest zakochana w Ridge'u. Kilka dni po rozstaniu z młodszym Forresterem, postanawia walczyć o byłego ukochanego. Kusi go i uwodzi. On jednak odrzuca ją, lecz Brooke nie przyjmuje tego do wiadomości. Stephanie prosi o pomoc przyjaciela, Massima. Ten przekupuje Stephena, by wmówił córce, że jest umierający. Ojciec prosi Brooke, by poleciała z nim do Paryża. Ona jednak ma wątpliwości - chociaż ma umierającego ojca, nie chce zostawiać Ridge’a. Kiedy on ją przekonuje by leciała, zgadza się. Massimo namawia swojego przyjaciela z Francji, Jacques’a, by uwiódł Brooke. Podczas tego spotkania, Brooke spada z Wieży Eiffla. Na szczęście, spada na podest, metr niżej. Gdy odkrywa całą mistyfikację, jest wściekła na ojca. Wyjeżdża razem z Ridge’em. Wiedząc, że Taylor również maczała palce w intrydze, jest pewna, że teraz będzie z Ridge’em. On jednak po raz kolejny wyprowadza ją z błędu - nie zostawi ukochanej rodziny. W 2002 roku, Ridge znajduje dokumenty Brooke, z których wynika, że powierza mu swoje udziały, podczas swojej nieobecności. Forrester wykorzystuje ten fakt, by odebrać firmę z rąk Brooke. Na początek, wycofuje kolekcję „Sypialnie Brooke”. Brooke, zaalarmowana przed Deacona, przybywa do firmy na czas i uniemożliwia plan Ridge’a. Zwalnia go z firmy. Podczas bójki z Deaconem, Ridge rozcina sobie rękę. Dopiero po długiej kuracji, Forrester odzyskuje sprawność i może wrócić do projektowania. W tym samym roku, Taylor zostaje postrzelona przez Sheilę. Umiera w rękach męża. Ridge nie panuje nad sobą i próbuje zabić Carter w więzieniu. Eric wpada na pomysł, jak pocieszyć syna. Organizuje pojedynek na projekty w Portofino. Oboje zwyciężają, a między Brooke i Ridge’em na nowo rodzi się uczucie. Deacon, przekupiony przez Massima, wyznaje Ridge’owi prawdę o swoim romansie z Brooke. Forrester jest w szoku. Nie chce widzieć Loganówny. Ridge pociesza Bridget. Brooke i Ridge w końcu dochodzą do porozumienia. W 2003 roku, Ridge przeżywa szok na wieść, że to Massimo jest jego ojcem. Na dodatek, dowiaduje się, że Bridget wie o wszystkim i jest w nim zakochana. W dniu ślubu Brooke i Ridge’a, panna młoda słyszy rozmowę narzeczonego z Bridget. Oboje wyznają sobie miłość. Brooke, myśląc o tym, ucieka sprzed ołtarza. Brooke i Ridge po raz kolejny jednak dogadują się. W tym samym roku, w życie Brooke wkracza Nick Marone. Flirtują ze sobą. W tym samym roku też, Brooke traci pozycję dyrektora firmy, w wyniku sprytnego planu Stephanie. Logan jest oszołomiona, gdy dowiaduje się, że Ridge, wiedząc o pomyśle matki, zagłosował przeciwko niej. Zdenerwowana, spędza wieczór w towarzystwie Nicka. Ridge, aby pogodzić się z Brooke, zmienia firmę Sally na „Logan Designs” i czyni Loganównę dyrektorem firmy. Niebawem wychodzi na jaw, że Nick i Ridge są braćmi. Brooke wybiera jednak Forrestera. Udaje się z nim w podróż do Puerto Vista, gdzie biorą ślub. Dochodzi jednak do tragedii - Ridge zostaje porwany przez Sheilę. Na pomoc bratu śpieszy Nick, ale on również zostaje uwięziony. Brooke, podstępem odnajduje kryjówkę Sheili i próbuje uwolnić Nicka i Ridge’a. Sama jednak zostaje zakładniczką. W końcu, przybywa Massimo. Rozpoczyna się walka. Sheila chce żywcem spalić Brooke, ale na pomoc przybiega Ridge. Niestety, sam trafia do rozpalonego pieca. Ginie na miejscu. Wszyscy są zrozpaczeni i oszołomieni. Nazajutrz, Brooke przybywa na miejsce tragedii. Omal nie popełnia samobójstwa, ale ratuje ją Nick. Nie bardzo wiedząc, co oboje robią, kochają się ze sobą. Wkrótce okazuje się, że Ridge wcale nie zginął. Nie wpadł do pieca, ale obok, do komory na popiół i był kilka dni nieprzytomny. Wkrótce, Brooke odkrywa, że jest w ciąży. Niestety, powtarza się incydent sprzed lat - Brooke nie wie kto jest ojcem jej dziecka - Nick czy Ridge. Gdy Sally odkrywa prawdę, szantażuje Brooke - albo odda jej firmę, albo ona powie Ridge’owi o wszystkim. Brooke sama wyznaje mężowi prawdę. Ten jest oszołomiony. Wybacza żonie zdradę. Przeprowadzone zostają badania DNA, które wykazują, że ojcem dziecka jest Nick.

### Małżeństwo z Brooke i powrót Morgan (2004–2005)
Ridge i Brooke biorą rozwód. W międzyczasie, dr Paxson ginie w wypadku samochodowym. Przed śmiercią, informuje matkę Nicka, Jackie, że doszło do pomyłki. Ojcem dziecka Brooke jest Ridge. Jackie nie mówi o tym nikomu, bo chce, by Nick był z Brooke. Tymczasem Brooke, Ridge i Jackie mają wizję - ukazuje im się duch Taylor. Kobieta każdemu z osobna mówi, jak powinien postępować. Jacqueline nie zmienia jednak zdania i nadal milczy. Gdy Brooke i Nick biorą ślub, ceremonia zostaje przerwana przez Ridge’a. Jest pewny, że Nick zdradza Brooke. Następnie wkracza FBI i aresztuje Nicka i Massima. Wszystko jednak zostaje wyjaśnione. Jackie, nie mogąc dłużej milczeć, wyznaje synowi, że nie jest on ojcem dziecka Brooke. Dominick śpieszy powiadomić o tym Logan. W tym samym czasie, Brooke rodzi chłopca, a poród przyjmuje Ridge. Wchodzi Nick i wyjawia im prawdę. Brooke i Ridge nie posiadają się z radości. Dziecko zostaje nazwane Ridge Forrester Junior - Thomas skraca imię do pierwszych liter nazwiska, „RJ”. Brooke i Ridge ponownie zostają małżeństwem. Pijani Stephanie i Nick, przyjeżdżają na wesele i oświadczają, że akceptują ich związek. Ridge musi stawić czoło Amber Moore - dziewczyna spotyka się z Thomasem. W tym samym czasie, Thorne odchodzi z rodzinnej firmy do „Spectra Fashions”. Tam zostaje prezesem i kradnie projekty brata. Jackie informuje Forresterów o takim obrocie sprawy. Ridge jest wściekły. Chce postawić Thorne’a przed sądem pod zarzutem kradzieży kolekcji. Stephanie inaczej ocenia sytuację. Uważa, że Thorne chciał zwrócić na siebie uwagę, bo czuł się niedoceniany. Thorne oświadcza więc, że zamierza kupić FC. Mężczyzna ostrzega bliskich, że jeśli nie zgodzą się na sprzedaż, postara się, żeby stan firmy się pogarszał. Ekipy obydwu domów mody organizują konkurencyjny pokaz mody. Wygrywa „Forrester Creations”, ale wszyscy są dumni z Thorne’a. Ridge jednak szantażuje Nicka i nie wyraża zgody, by kolekcja jego brata była sprzedawana w butikach Jackie. Za namową całej rodziny, zmienia zdanie. Stawia jednak warunek - z nazwy firmy „Spectra Couture Thorne’a Forrestera” ma zniknąć jego nazwisko. Niebawem, Ridge jest zaniepokojony przyszłością domu mody. Nie podobają mu się decyzje, które podejmuje Eryk. Chce go zastąpić na stanowisku dyrektora finansowego. Stephanie próbuje mu to wyperswadować. Decyzja należy do Brooke, która głosuje przeciwko mężowi. Pod koniec 2004 roku, Ridge podsłuchuje rozmowę Nicka i Bridget, z której jasno wynika, że dziewczyna wciąż kocha męża matki. W 2005 roku, Ridge namawia Thorne’a, by wrócił do FC. Gdy Bridget i Ridge czule się obejmują, widzi ich Amber. Robi im zdjęcie. Trafia ono w ręce Brooke. Kobieta jest wściekła, ale wybacza im. W tym samym roku, w Big Bear, Ridge szuka Bridget, która nie wróciła z przejażdżki na nartach. Trafia na jej ślad i próbuje wyciągnąć ją z szybu, do którego wpadła, w wyniku intrygi Amber. Moore przecina linę, po której schodzi mężczyzna. On i Bridget zostają razem uwięzieni w lodowatym szybie. Spędzają tam całą noc i są wyziębieni. Amber obserwuje uwięzionych za pomocą kamery, którą ukryła w szybie. Bridget żegna się z Ridge’em. Już nie ma sił dalej walczyć o życie. Całują się na pożegnanie. Zostają jednak uratowani przez Nicka. Moore zamierza szantażować Ridge’a zdjęciem, na którym całuje się z Bridget. Zmienia jednak zdanie. Spotyka się z Brooke i oświadcza jej, że ma coś, czego dalej nie może ukrywać. Ale gdy ma akurat pokazać zdjęcie, do pokoju wchodzi Ridge i Amber zmienia zamiar. Ostrzega jednak Ridge’a, że spotka go coś bardzo przykrego. Wkrótce pokazuje mu feralne zdjęcie. Forrester decyduje, że sam pokaże je żonie. Brooke jest zrozpaczona. Policzkuje Amber. Ridge i Bridget próbują przekonać Brooke, że ich pocałunek był jedynie pożegnaniem przed spodziewaną śmiercią. Brooke wybacza im wszystko. Tymczasem Nick jest wściekły na brata, za zwodzenie Brooke i uderza go. Ridge nie jest od tego momentu sobą. W restauracji, spotyka Morgan DeWitt. Mężczyzna przewraca się, a po odzyskaniu przytomności nic nie pamięta. Wykorzystując jego amnezję, Morgan porywa go do Wenecji i knuje liczne intrygi, aby tylko mogła spędzić z nim noc, gdyż nadal chce mieć z nim dziecko. Wszystko kończy się dobrze, gdyż Amber ratuje Forrestera.

### Powrót Taylor i związek z Ashley (2005–2008)
Nick i Bridget biorą ślub. Ceremonia zostaje jednak przerwana, gdyż Ridge śpieszy na pomoc zaatakowanej kobiecie i sam zostaje ranny. Ridge twierdzi, że zaatakowaną kobietą była Taylor. Nikt nie chce mu wierzyć. O pomoc prosi Nicka i Thorne’a. Oboje jadą z nim na cmentarz i pomagają mu rozkopać grób Taylor. Kiedy Forrester zostaje sam, otwiera trumnę. Jest zszokowany. Widzi tam nie szczątki żony, lecz manekina. Na cmentarzu zjawia się książę Omar Rashid i wyjaśnia mu, w jaki sposób uratował Taylor. Kobieta pragnie wrócić do męża, gdyż w świetle prawa, Ridge jest wciąż mężem Hayes, a jego małżeństwo z Brooke jest nieważne. Brooke nie waha się użyć RJ-a, jako argumentu do powrotu Ridge’a. Próbuje też użyć swojego ciała, by Forrester wybrał ją. Rozbiera się i wślizguje się mu pod prysznic. Do niczego jednak nie dochodzi, gdyż Ridge odrzuca Brooke. Kiedy Stephanie ma atak serca, jej ostatnią wolą jest, by Ridge wrócił do Taylor. Oboje odnawiają przysięgę małżeńską. Brooke podejrzewa Stephanie o oszustwo i wspólnie z Jackie dowodzą, że Douglas sfingowała chorobę, by połączyć syna z jego żoną. Ridge jednak postanawia nie odchodzić od Taylor, ku rozpaczy Brooke. Jednak na przełomie 2005 i 2006 roku, Taylor jest podrywana przez Hectora Ramireza. Dochodzi między nimi do pocałunku, ale Forrester wybacza żonie. Taylor postanawia też ujawnić mężowi tajemnicę z przeszłości – gdy ona i James zostali uwięzieni przez trzęsienie ziemi w domku w górach, kochali się ze sobą, bo James nie chciał umierać jako prawiczek. Ridge wybacza żonie, ale odchodzi od niej. Chce związać się z Brooke, ale ona uświadamia sobie, że Nick jest jej miłością życia, większą niż Ridge. Wie jednak, że nie może z nim być, bo jest to jej zięć. Wychodzi więc za Ridge’a. Ceremonia zostaje przerwana przez Marone'a, który porywa pannę młodą sprzed ołtarza. Brooke wiąże się z przyrodnim bratem Ridge’a. Forrester uważa, że Brooke nie chce się z nim związać, bo zostawił ją, jak w przeszłości jej ojciec. Sprowadza więc Stephena do Los Angeles. Brooke jest w szoku, ale wybacza ojcu krzywdy z dawnych lat, łącznie z oszustwem, którego dopuścił się w 2001 roku. Będąc pod wpływem tabletek, odurzona Brooke kocha się z Ridge’em. Gdy Marone dowiaduje się o tym, między braćmi dochodzi do bójki. Brooke odchodzi z pracy i razem z Nickiem, wyjeżdżają na urlop, do Meksyku. Załamany Forrester, ma zawał serca. Okazuje się, że w ciele mężczyzny znaleziono rozwijającego się guza, który w każdej chwili mógł spowodować śmierć. Ridge dochodzi do siebie, z pomocą Brooke. Ridge próbuje odzyskać Brooke. Tworzy kolekcję bielizny „Zaczyna się od pocałunku”. Brooke ma wystąpić w roli modelki. W finale, Forrester całuje byłą żonę. Następnie, namawia ją do odtworzenia kolekcji „Sypialnie Brooke”. W czasie ślubu, Nick zobaczył plakat z nagą Brooke i uciekł sprzed ołtarza. Oboje wszystko sobie wyjaśnili i zostali małżeństwem. Forrester się nie poddaje. Skutecznie wzbudza zazdrość w Brooke – publicznie flirtuje z jej siostrą, Donną. Zazdrosna Brooke, zwalnia siostrę, którą wcześniej zatrudniła w roli modelki. Gdy Brooke i Nick rozstają się, Logan wraca do Ridge’a. Gdy Taylor zostaje aresztowana pod zarzutem nieumyślnego spowodowania śmierci Darli, Ridge prosi Storma Logana, by bronił kobietę, chociaż ona sobie tego nie życzy. Brooke i Ridge zaręczają się i razem z Rickiem i Phoebe wyjeżdżają do Sydney w 2007 roku. Tam dochodzi do tragedii – Rick spotyka się z Phoebe. Oboje leżą na łóżku w strojach kąpielowych. Wściekły Ridge uderza syna Brooke. Załamana, zrywa zaręczyny. Wraca do Los Angeles. Uświadamia sobie, że chce być z Nickiem i wprost z lotniska jedzie do jego domu. Zrzuca mu się na szyję i wprasza się do jego łóżka. Jest oszołomiona, kiedy mężczyzna oświadcza jej, że teraz jest związany z Taylor. Ridge natomiast, za namową matki, szuka pocieszenia w ramionach Ashley Abbott. Po pewnym czasie, Ridge oświadcza się Ashley. Tymczasem Brooke zostawia Hope i RJ-a samych na noc. Później, przez swoją nieuwagę, pozwala dzieciom wzniecić pożar. Wściekła Stephanie postanawia odebrać Brooke prawa do opieki nad dziećmi. Tak też się staje. Od tej pory, opiekę nad pięcioletnią Hope i trzyletnim Ridge’em Juniorem przejmuje Ridge. Kiedy dowiaduje się, że Brooke została zgwałcona, oddaje jej prawo do opieki nad dziećmi. Dochodzi do konfrontacji pomiędzy Ridge’em a gwałcicielem Brooke, Andym. Johnson ginie porażony prądem. Ridge i Brooke zbliżają się do siebie i wkrótce Ridge zrywa z Ashley i wraca do Brooke. Niestety, pojawia się problem. W wyniku fatalnej pomyłki, Brooke okazuje się być biologiczną matką dziecka Taylor i Nicka. Brooke przyrzeka Taylor, że nie zabierze jej syna. Słowa nie dotrzymuje i przyczynia się do rozstania Taylor i Nicka oraz do odebrania Hayes praw do opieki nad Jackiem. W międzyczasie, między Nickiem i Brooke doszło do namiętnych pocałunków. Bojąc się, że straci zazdrosnego o nią Ridge’a, oświadcza mu się. Taylor, dla dobra ukochanego synka, powierza Brooke i Nickowi opiekę nad nim. To komlikuje sprawy, gdyż Ridge znów jest zazdrosny o relacje między Nickiem a Brooke. Tymczasem Taylor, pragnie ponownie związać się z Ridge’em. On jednak zostaje z Brooke. W tym samym roku, w trakcie bójki z Rickiem, Ridge omal nie spada z dachu FC.

### Powroty do Taylor (2008–2011)
Pod koniec 2008 roku, Phoebe ginie w wypadku samochodowym. Za kierownicą siedział Rick. Forrester żąda, by syn Erica trzymał się z dala od jego bliskich. Na początku 2009 roku, Brooke i Ridge zostają małżeństwem. Konflikt pomiędzy Brooke a Ridge’em narasta, gdy okazuje się, że Logan popiera związek Ricka i Steffy. Na dodatek, ich ślub okazuje się być nieważny. Ridge bierze tabletki na uspokojenie i wyjeżdża z Taylor do Big Bear. Wkrótce, pod wpływem tabletek, Ridge spędza upojną noc z Taylor. Brooke porzuca Forrestera. Ridge i Taylor wracają do siebie i planują ślub. Brooke przyrzeka nie wtrącać się w ich związek i daje im swoje błogosławieństwo. Słowa nie dotrzymuje. Przerywa ich ślub. Hayes ma dosyć i odchodzi o Ridge’a. Brooke chce wrócić do Paryża, ale Ridge zatrzymuje ją. Wracają do siebie i znów zostają małżeństwem. W 2010 roku, za sprawą Steffy, Forresterowie odzyskują firmę z rąk Billa Spencera Jr. Udziały zostają rozdzielone pomiędzy czterech właścicieli - Taylor, Stephanie, Erica i Ridge’a. Wszyscy dostają po 25%. W tym samym roku, Brooke nie rozpoznała nastolatka od swojego dojrzałego męża i uprawia gorący seks z chłopakiem swojej młodszej córki, Hope. Po dłuższym milczeniu, Brooke wyjawia prawdę mężowi. Ten wybacza żonie i uderza Olivera, za to, że chciał przespać się z Hope. Prawda o Brooke i Oliverze publicznie wychodzi na jaw. Podejrzaną staje się Steffy. Ridge zwalnia ją z firmy, ale Forresterówna zostaje, bo dostaje od matki 25% udziałów w FC. Stephanie i Taylor za wszelką cenę bronią Steffy. W końcu Stephanie zaczyna podejrzewać Liama Coopera. Ten okazuje się być winnym. Gdy Ridge chce go uderzyć, Liam wyznaje że jest jego synem. Wyznaje, że była modelka FC, Kelly Hopkins, to jego matka. Na łożu śmierci wyznała synowi, że odnajdzie ojca w Los Angeles, w Forrester Creations. Ale to nie Ridge jest jego ojcem, lecz Bill. W 2010 roku, rodzina Forresterów przeżywa tragedię - Stephanie ma raka płuc. Tymczasem Thomas, chce sprawdzić swoje siły w projektowaniu. Planuje kolekcję męską. Forrester jest jednak wstrząśnięty, kiedy widzi jak Thomas publicznie całuje jego żonę. Mimo protestów Taylor, Ridge pozwala na kontynuowanie kolekcji. Ridge oświadcza Taylor, że jeszcze jeden skandal z udziałem Brooke i Thomasa, Ridge odejdzie od żony i wróci do Hayes. Jest oszołomiony, kiedy widzi sesję zdjęciową syna i Brooke. Po raz kolejny, mimo kolejnych próśb Taylor, daje szansę swojemu synowi. Podczas pokazu kolekcji „Taboo”, Whip zmienia grafik pokazu i zamienia ubrania. Efekt jest taki, że półnadzy Brooke i Thomas zostają sfotografowani przez Whipa. Zdjęcie trafia do Internetu. Taylor jest wściekła, ale Ridge po raz kolejny wybacza żonie i synowi. Ridge powoli zaczyna kojarzyć fakty i wprost mówi Whipowi, że wie, iż to on zrobił to zdjęcie, by zemścić się na Ridge’u. Dowiaduje się, że Thomas całował się z Brooke, w samolocie z Paryża. Wściekły, anuluje kolekcję syna, ale za namową Erica, wycofuje swoje postanowienie. Oddaje też synowi 5% w firmie. W 2011 roku, ma miejsce katastrofa lotnicza, w której Brooke i Thomas stają się rozbitkami na bezludnej wyspie. Ridge i Taylor szukają swoich bliskich. Forrester cieszy się, kiedy odnajduje żonę i syna. Jakiś czas później, Brooke decyduje się wyznać Ridge’owi, że ona i Thomas mogli uprawiać seks. Ridge po raz kolejny wybacza żonie, ale gdy jego syn oświadcza, że przypomniał sobie iż na pewno spali ze sobą, Forrester rozwodzi się z Brooke. Za namową bliskich, a także samej Logan, Ridge oświadcza się Taylor. Ponownie stają na ślubnym kobiercu. Ślub zostaje przerwany przez Stephanie, która przyznaje się do kłamstwa względem Brooke i Thomasa. To zmienia postać rzeczy. Ridge zapewnia Taylor o dozgonnej miłości i oboje rozstają się w zgodzie. Forrester jest wściekły na syna i matkę. Wraca też do Brooke. Stara się pocieszyć zrozpaczoną Steffy, która nie chce, by ojciec odchodził od nich. Ridge żąda od syna zwrotu akcji Stephanie. Powstrzymuje go Taylor, która chce zabezpieczyć syna na przyszłość. Gdy Bill zostawia Steffy, Ridge uderza go. Spencer planuje zemstę. Gdy jednak Hope i Liam zaręczają się, Ridge planuje współpracę z Billem. Nie zgadza się też na prośbę Thomasa, który chce, aby wznowiono kolekcję „Taboo”.

### Rozstanie z Brooke (2011–2012)
We wrześniu 2011 roku, Ridge namawia Taylor, by oddała mu akcje w firmie, ale Thorne nie dopuszcza do tego. Między braćmi dochodzi do bójki. Ridge jest zaskoczony, gdy widzi pocałunek Taylor i Thorne’a. Akceptuje małżeństwo Liama i Steffy. Prosi Brooke, by przestała się w to mieszać. Ridge jest oburzony, kiedy Thorne po raz kolejny stawia mu czoło. Przegrywa jednak, gdyż Taylor nie chce stawiać Steffy i Thomasa w sytuacji, gdzie będą przeciwko swojemu ojcu. Załamany Thorne odchodzi, a Ridge triumfuje. Chwilę później, będąc na lunchu z Brooke, Ridge dostrzega Erica i Jackie całujących się. Jest wściekły i konfrontuje się z ojczymem. Oświadcza, że Eric powinien się wstydzić, gdyż Stephanie walczy z rakiem. Oświadcza też, że nie będzie tolerował takiego zachowania względem matki. Ridge jest zaintrygowany, kiedy Thomas oświadcza mu, że szaleje za Hope. Cieszy się ze szczęścia syna. Nie podoba mu się jednak zachowanie Hope, która chce odzyskać Liama za wszelką cenę. Wspiera małżeństwo Liama i Steffy. Demaskuje Ricka, który chciał wdrążyć do produkcji projekty Amber. Ridge przekonuje Steffy, by dla swojego dobra, podpisała dokumenty unieważniające jej małżeństwo. Steffy niczego nie podpisuje, a nieświadoma niczego Hope, organizuje swój ślub. Ridge ponownie idzie porozmawiać z córką. Ona jest jednak nieugięta. Nieświadoma niczego Hope, kroczy przed ołtarz. Ceremonia zostaje przerwana przez Ridge’a, który informuje Hope, że Liam wciąż jest mężem Steffy. Ridge jest oszołomiony, gdy widzi w miediach informację o publicznym całowaniu się Hope i Liama. Artykuł wywołał burzę. Rigde nakazuje Hope, by wyprowadziła się od Liama. Gdy w kwietniu 2012, Ridge widzi Steffy i Liama obejmujących się, pyta chłopaka, czy wie, czy dobrze wybrał. W maju 2012, Brooke prosi Ridge’a, by zaprojektował dla Hope suknię ślubną. On jednak odmawia. W czerwcu 2012, Ridge, Brooke, Liam, Hope i Steffy wyjeżdżają razem do Włoch, do Puglii, gdzie Liam i Hope mają wziąć ślub. Dziewczyna nadal nie chce, aby Ridge poprowadził ją do ołtarza. Podczas romantycznej przechadzki po ogrodzie oliwek, Ridge oświadcza się Brooke. Ta zgadza się wyjść za niego ponownie. Kiedy ślub Liama i Hope nie dochodzi do skutku, Ridge podejrzewa, że Bill miał coś z tym wspólnego. Ostatecznie, ślub się odbywa, a Hope zmienia zdanie i Ridge prowadzi ją do ołtarza. W lipcu 2012, Ridge ogląda w laptopie Brooke film, na którym Liam i Steffy chcieli wyjechać razem z Włoch. Mówi Brooke, że widać, iż Liam i Steffy wciąż bardzo się kochają. We wrześniu 2012, Brooke i Ridge ponownie zostają małżeństwem. Wyjeżdżają w podróż poślubną. Niestety, podczas miesiąca miodowego, Brooke utrzymuje kontakt z Deaconem. Kiedy Ridge pyta, czy żona ma jakikolwiek kontkat z ojcem Hope, Brooke kłamie, że nie. Kiedy Forrester poznaje prawdę, definitywnie rozstaje się z Brooke. Loganówna wraca do L.A. sama. Ich małżeństwo jest nieważne, gdyż formalności mieli załatwić po powrocie do domu. Ridge wybiera Thomasa jako tymczasowego dyrektora FC. Sam Ridge spędza czas z RJ-em, w jego szkole, a następnie wyjeżdża do Paryża, gdzie chce wszystko na spokojnie sobie poukładać. Chce przyjechać na przyjęcie Stephanie, ale matka przekonuje go, by nie przyjeżdżał.

## Związki Ridge’a
- Ridge zdradził Caroline ze swoją przyjaciółką, Alex Simpson (1987).
- Ridge był mężem Caroline Spencer (1990). Kobieta zmarła na białaczkę.
- Ridge dwukrotnie był mężem Taylor Hayes (1992–95, 1998–2006). Urodziła trójkę dzieci: Thomasa, Steffy i Phoebe. Ich drugie małżeństwo było najdłuższym związkiem dla każdego z nich. Ich związek ostatecznie zakończył się w 2006 roku. Powracali do siebie na krótko w 2009 i 2011 roku.
- Ridge sześciokrotnie był mężem Brooke Logan (1994–95, 1998, 2003-04, 2004-05, 2009, 2009–11, 2012). W 1989 roku stracili dziecko, gdy Brooke poroniła. W 2004 roku, na świat przyszedł ich syn - Ridge Forrester Junior. Związek Brooke i Ridge’a ostatecznie rozpadł się w 2012 roku.
- Ridge był podrywany przez Lauren Fenmore (1997).
- Ridge był związany z Morgan DeWitt, przed rozpoczęciem akcji serialu. Mieli razem dziecko, ale Morgan dokonała aborcji. W 2000 roku, Morgan ponownie zaszła z Ridge’em w ciążę. Straciła jednak dziecko poprzez poronienie.
- Ridge flirtował z Donną Logan, by wzbudzić zazdrość w Brooke (2006).
- Ridge zaręczył się z Ashley Abbott (2007). Brooke rozbiła ich związek.